# Kyonggongopsong SC
El Kyonggongopsong SC es un equipo de fútbol de Corea del Norte que juega en la liga de fútbol de Corea del Norte, la primera división nacional.

## Historia
Fue fundado en el año 1988 en la capital Pionyang como Kyonggongop SG y es el equipo representante del Ministerio de la Industria de la Luz, cambiando su nombre por su denominación actual en 2014.
Su principal logro actualmente ha sido el título del Campeonato Republicano de 2009 luego de vencer en la final 1-0 al Amnokgang SC.

## Palmarés
- Republican Championship: 1

2009
- Osandŏk Prize: 0

 2015
- Paektusan Prize: 0

 2007
- Poch'ŏnbo Torch Prize: 0

 2013